# Non expedit
Non expedit (= ni koristno, se ne izplača) je odlok Svetega sedeža, ki je svetoval Italijanom, naj se ne udeležijo političnih volitev. Prvi non expedit je iz leta 1868. Odlok je bil v naslednjih letih večkrat potrjen, izrecno že novembra 1870, takoj po zavzetju Rima, nato leta 1874 in spet leta 1888. Tudi sam papež Pij IX. se je v svojih govorih velikokrat skliceval nanj. Najpomembnejše potrdilo tega odloka je bila izjava papeža Leona XIII., ki je leta 1886 izrek izpopolnil z besedami non expedit prohibitionem importat (= ni koristno pomeni je prepovedano).. Uradno ga je preklical Benedikt XV. leta 1919.

## Vzroki trenja med Kraljevino Italijo in Papeško državo
Kraljevina Italija je določila Rim za svojo prestolnico že od svojega nastanka (1861) , čeprav je bil Rim še trdno v papeški lasti. To je jasno poudarjalo namen kraljevine, da zasede še preostali del Papeške države - v glavnem ozemlje današnjega Lacija -, ki se še ni priključil skupni italijanski državi. Papeška država seveda v tem ni videla nastanka skupne domovine italijanskih ljudstev, kot jo je predstavljal risorgimento, temveč le napad na njeno ozemlje in neodvisnost.

## Zaostritev sovražnega vzdušja
Prav zaradi papeževega negativnega odnosa do Kraljevine Italije, je že ob prvih plebiscitih za združenje Italije nastalo vprašanje, kako naj se katoliški volivci opredelijo, vendar se Sveti Sedež ni izrecno izjavil ne za ne proti zedinjenju. So se pa nekateri filo-papeški krogi odprto izrekli proti udeležbi na volitvah, na primer katoliški dnevnik "L'Armonia", ki je objavil na prvi strani članek z naslovom "Ne izvoljenih ne volivcev", kar je bilo zgovorno vabilo, naj se katoličani vzdržijo glasovanja. Tudi pozneje so si sledile razne več ali manj uradne izjave nekaterih cerkvenih organizacij. Vendar pa je Paenitentiaria Apostolica, ki je eno od vatikanskih ministrstev in sodišč, v letih 1864-65 kar štirikrat zavrnila zahtevo po pojasnitvi stališča, ki naj ga verniki zavzamejo do političnih volitev. Edino decembra 1866 je izjavila, da sme katoliški poslanec sprejeti imenovanje "pod pogojem, da se javno obveže, da ne bo nikoli odobril Cerkvi nasprotnih zakonov"..
Ta izjava je bila različno tolmačena in je dala povod za veliko debat, dokler ni januarja 1868 Sveti Sedež uradno odgovoril na interpelacijo piemontskih škofov, če so verniki upravičeni do glasovanja. Izdal je odlok imenovan non expedit, ki italijanskim katoliškim vernikom odsvetuje udeležbo pri političnih volitvah.
To je bil jasen odgovor na osvajanje papeževih posestev s strani Kraljevine Italije. Ker se Papeška država ni mogla dovolj uspešno braniti z vojsko in diplomacijo, se je nameravala upreti osvajalcem s politično neposlušnostjo prebivalstva, ki naj bi na ta način očitalo novim oblastem poniževanje njihovega verskega voditelja.

## Po padcu Papeške države
Po padcu Napoleona III. Papeška država ni imela več upanja na samostojnost. Po plebiscitu je 2. oktobra 1870 prenehala obstajati in Rim je postal tudi dejansko prestolnica Italije. Papež Pij IX. je izobčil kralja in Savojsko dinastijo in se proglasil za političnega ujetnika na svojih posestvih. Kakor ugotavljajo moderni zgodovinarji, papež ni sprejel dejstev kot poražena država, ki se mora podati osvajalcu, temveč kot pregnani verski predstavnik, ki ima pravico do gmotne in moralne odškodnine za prestano krivico.
Kraljevina je sicer že kmalu po zavzetju Rima, in sicer 13. maja 1871, odobrila tako imenovani "garancijski zakon" (legge delle guarentigie), ki je jamčil nekatere osebne privilegije papeža (osebna nedotakljivost, vladarske časti, pravica do osebne straže, eksteritorialna last nekaterih rimskih zgradb, pravica do diplomatskih odnosov, letna renta 3.225.000 lir – danes približno 15 milijonov evrov) in je urejeval odnose med državo in cerkvijo (maksimalna obojestranska neodvisnost, neomejena svoboda gibanja klera, preklic dolžnosti škofovske zaprisege kralju). Ker je pa papež zavrnil ta zakon, v kolikor enostranski in "pošasten proizvod revolucionarnega prava", je država odgovorila z ukinitvijo vseh teoloških fakultet na italijanskih univerzah in z državnim nadzorom vseh semenišč.

## Postopna ureditev razmer
Šele v prvih desetletjih dvajsetega stoletja so poznejši papeži (Pij X., Benedikt XV. in Pij XI.) postopoma omilili ostro napetost odloka non expedit. Tako je že leta 1904 Pij X. izdal encikliko Fermo proposito, ki je vernikom dovoljevala udeležbo pri volitvah. Ni sicer preklical odloka non expedit, je pa dovolil veliko prostost v njegovem tolmačenju. V kratkem je veliko vernih katolikov prišlo do sedeža v italijanskem parlamentu. Papeževa prepoved glasovanja ni imela več pomena, tako je Benedikt XV. leta 1919 preklical nekdanji non expedit. To je dovolilo nastanek katoliške stranke Partito Popolare Italiano (= Italijanska ljudska stranka), ki je pozneje postala Democrazia Cristiana (= Krščanska demokracija).
Papeži so ostali "ujetniki" na svojih posestvih do leta 1929, ko je bil problem rešen z Lateranskimi sporazumi. Ti sporazumi urejajo teritorialne, finančne in zakonodajne probleme med Svetim Sedežem in Kraljevino Italijo. Glavni posledici sta nastanek mestne države Vatikan (vsega 0,44 km²) v središču Rima in italijansko plačilo odškodnine za spoliacijo cerkvenih objektov. Omembe vredno je, da ta odškodnina nikakor ne pokriva teritorialnih izgub, ki jih je Papeška država utrpela v nekdanji vojni s kraljevino, temveč izključno tisto škodo, ki je nastala na papeških posestvih po uvedbi zakonodaje Kraljevine Italije, recimo razlaščanje za gradnjo cest ali podržavljenje nekaterih šolskih zgradb.

## Zgodovinske posledice
Vztrajanje papežev pri zagovarjanju svoje posvetne oblasti tudi po dejanskem zatonu Papeške države je imelo razne posledice, tudi dolgoročne in tudi izven italijanskih meja.
V Italiji je non expedit povzročil laicizacijo vladne politike za daljše obdobje, kar je vplivalo na splošno politično kulturo prebivalstva. Kakor v srednjeveškem obdobju gvelfov in gibelinov, je bila država dejansko spet razdeljena na dve fronti, ki sta brezpogojno sprejemali kot negativno vsako nasprotnikovo potezo. Tudi izven Italije je bilo versko poslanstvo katoliške cerkve velikokrat prezrto in prekrito z nalogo, da se rimski cerkvi povrne nekdanja oblast, saj je prevladovalo mnenje, da je katoliška cerkev – in ne samo oseba papeža – ujetnik in talec italijanskih liberalcev na vladi.
Niti ni vladna politika tiste dobe skušala ugovarjati takemu prepričanju. Nasprotno, do cerkvenih posestev in organizacij je vodila dokaj omejitveno politiko. Še pred zavzetjem Rima je Kraljevina Italija ukinila veliko cerkvenih organizacij zaradi "nedokazane splošne koristi" in zaplenila njihovo premoženje . Leta 1873 je italijanska vlada razširila tudi na bivše papeško ozemlje obstoječe zakone o delitvi oblasti med državo in Cerkvijo in po dveh letih je obvezala tudi kler na služenje vojaškega roka. To dolgotrajno nasprotovanje med skrajnimi klerikalnimi krogi in liberalci je v poznejših letih pripomoglo k nerazumevanju nastajojoče socialistične alternative in fašizma ter do velike razdrobljenosti modernih političnih strank.